# Шёстедт, Туре
Туре Сигвард «Туре» Шёстедт (швед. Ture Sigvard "Thure" Sjöstedt; 28 августа 1903, Ингшё, лен Кристианстад, Швеция — 2 мая 1956, Мальмё, Швеция) — шведский борец вольного и греко-римского стилей, чемпион и призёр Олимпийских игр, чемпион и призёр чемпионатов Европы.

## Биография
В 1927 году стал вице-чемпионом Европы по греко-римской борьбе.
На Летних Олимпийских играх 1928 года в Амстердаме боролся в весовой категории до 87 килограммов (полутяжёлый вес). Турнир в вольной борьбе проводился по системе с выбыванием из борьбы за чемпионский титул после поражения, с дальнейшими схватками за второе и третье места. Схватка продолжалась 20 минут и если победитель не выявлялся в это время, назначался дополнительный 6-минутный раунд борьбы в партере. В категории боролись 7 спортсменов. 
| Круг      | Соперник       | Страна                    | Результат | Основание | Время схватки |
| --------- | -------------- | ------------------------- | --------- | --------- | ------------- |
| 1         | -              | -                         | -         | -         | -             |
| Полуфинал | Арнольд Бёли   | Швейцария                 | Победа    | По очкам  | -             |
| Финал     | Хейвуд Эдвардс | Соединённые Штаты Америки | Победа    | По очкам  | -             |

На Летних Олимпийских играх 1932 года в Лос-Анджелесе в турнире борцов вольного стиля выступал в весовой категории до 87 килограммов (полутяжёлый вес). Выбывание из турнира проходило по мере накопления штрафных баллов. Схватку судили трое судей, за чистую победу штрафные баллы не начислялись, за победу решением судей при любом соотношении голосов начислялся 1 штрафной балл, за проигрыш решением 2-1 начислялись 2 штрафных балла, проигрыш решением 3-0 и чистый проигрыш карался 3 штрафными баллами. В категории боролись 4 спортсмена. 
| Круг | Соперник       | Страна                    | Результат | Основание                  | Время схватки |
| ---- | -------------- | ------------------------- | --------- | -------------------------- | ------------- |
| 1    | Питер Мерингер | Соединённые Штаты Америки | Поражение | Туше (3 штрафных балла)    | 13:37         |
| 2    | Эдди Скарф     | Австралия                 | Победа    | По очкам (1 штрафной балл) | -             |

По результатам подсчёта штрафных очков остался на втором месте. 
В 1934 году завоевал звание чемпиона Европы по вольной борьбе.